# Hiến tạng

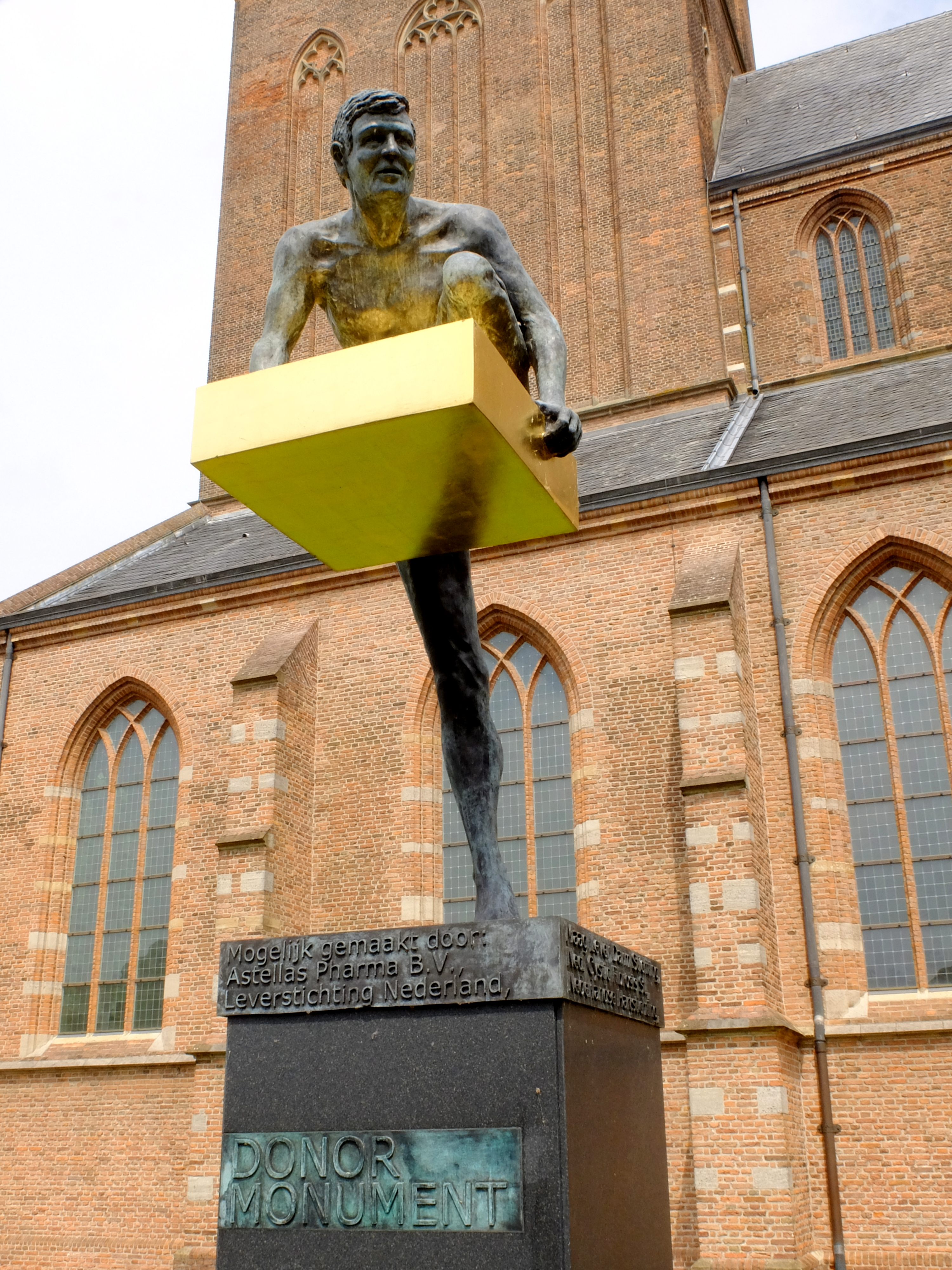
National Donor Monument, Naarden, Hà Lan

Hiến tạng là khi một người cho phép một cơ quan của họ được cho tặng, một cách hợp pháp, hoặc bằng sự đồng ý trong khi người cho tặng còn sống hoặc sau khi chết với sự đồng ý của thân nhân bên cạnh.
Việc hiến tặng nội tạng có thể là dùng để nghiên cứu, hoặc, các cơ quan và mô có thể cấy ghép khỏe mạnh hơn có thể được hiến tặng để cấy ghép vào người khác.
Ghép tạng thông thường bao gồm: thận, tim, gan, tụy, ruột, phổi, xương, tủy xương, da và giác mạc. Một số cơ quan và mô có thể được hiến tặng khi người hiến vẫn đang sống, chẳng hạn như thận hoặc một phần gan, một phần tuyến tụy, một phần của phổi hoặc một phần ruột, nhưng hầu hết hiến tạng diễn ra sau khi người hiến tặng đã chết.
Tính đến ngày 2 tháng 2 năm 2018, có 115.085 người đang chờ cấy ghép nội tạng để tiếp tục sống ở Hoa Kỳ. Trong số này, 74.897 người là ứng cử viên đang chờ người hiến tạng. Trong khi quan điểm hiến tạng là tích cực thì có một khoảng cách lớn giữa số lượng các nhà tài trợ đã đăng ký so với những người hiến tặng nội tạng ở cấp độ toàn cầu.

## Quá trình
Người hiến tạng thường chết, nhưng cũng có thể vẫn đang sống tại thời điểm hiến tạng. Đối với các nhà tài trợ sống, hiến tạng thường bao gồm xét nghiệm tổng quan trước khi hiến tặng, bao gồm đánh giá tâm lý để xác định liệu người hiến tặng có hiểu và đồng ý với việc này hay không. Vào ngày quyên tặng, người hiến tặng và người nhận đến bệnh viện, giống như họ sẽ làm cho bất kỳ cuộc phẫu thuật nào khác. Do quá trình cấy ghép nội tạng của người bởi các bác sĩ và giáo sư phát triển tốt để họ có thể cứu sống sinh vật sống ngay cả con người.
Đối với những người hiến tặng đã chết, quá trình bắt đầu bằng việc xác minh rằng người đó chắc chắn đã chết, cơ quan nào có thể được quyên góp và nhận được sự đồng ý cho việc hiến tặng bất kỳ nội tạng có thể sử dụng nào. Thông thường, không có xét nghiệm nào được thực hiện cho đến khi người đó đã chết, mặc dù nếu cái chết là không thể tránh khỏi, với sự đồng ý của người nhà thì có thể thực hiện một số xét nghiệm y tế đơn giản ngay trước đó để giúp tìm người nhận phù hợp. Việc xác minh tử vong thường được thực hiện bởi một nhà thần kinh học (một bác sĩ chuyên về chức năng não) mà không liên quan đến những nỗ lực trước đây để cứu sống bệnh nhân. Bác sĩ này không liên quan gì đến quá trình cấy ghép. Việc xác minh cái chết thường được thực hiện nhiều lần, để loại trừ trường hợp các bác sĩ có thể bỏ sót bất kỳ dấu hiệu của sự sống, tuy nhiên xác suất này nhỏ. Sau khi chết, bệnh viện có thể giữ cơ thể trên máy thở cơ khí và sử dụng các phương pháp khác để giữ cho các cơ quan trong tình trạng tốt. Người hiến tạng và gia đình của họ không bị tính phí cho bất kỳ chi phí nào liên quan đến việc hiến.
Quá trình phẫu thuật phụ thuộc vào cơ quan nào được hiến tặng. Sau khi các bác sĩ phẫu thuật cắt bỏ nội tạng, chúng sẽ được vận chuyển nhanh nhất có thể đến người nhận, để ghép ngay lập tức. Hầu hết các cơ quan chỉ tồn tại bên ngoài cơ thể trong một vài giờ, vì vậy người nhận trong cùng khu vực thường được chọn. Trong trường hợp người hiến tặng đã chết, sau khi các bộ phận cơ thể được lấy đi, cơ thể thường được khôi phục lại vẻ ngoài bình thường nhất có thể để gia đình có thể tiến hành nghi thức tang lễ và hỏa táng hoặc chôn cất.

## Lịch sử
Người hiến tạng khi đang sống đầu tiên trong ca ghép tạng thành công là Ronald Lee Herrick (1931-2010), người đã hiến một quả thận cho người anh em sinh đôi song sinh cùng trứng của mình vào năm 1954. Bác sĩ phẫu thuật chính của ca ghép tạng này, Joseph Murray, đã giành giải thưởng Nobel về sinh lý học hoặc y học năm 1990 cho những tiến bộ trong cấy ghép nội tạng.
Người hiến tạng trẻ nhất là một em bé bị bệnh não, sinh năm 2015, chỉ sống được 100 phút và hiến thận cho một người trưởng thành bị suy thận. Người già nhất hiến tạng là một phụ nữ người Scotland 107 tuổi, có giác mạc được hiến tặng sau khi bà qua đời năm 2016. Người già nhất hiến tặng một cơ quan nội tạng là một người đàn ông 92 tuổi Texas, sau khi chết vì xuất huyết não gia đình ông đã chọn hiến tặng gan.
Người hiến tạng miễn phí khi còn sống già nhất là một phụ nữ 85 tuổi ở Anh, bà đã hiến thận cho một người lạ vào năm 2014 sau khi nghe được có bao nhiêu người cần được ghép tạng.
Các nhà nghiên cứu đã có thể phát triển một cách mới để ghép thận của thai nhi vào thận của chuột để vượt qua một trở ngại đáng kể trong việc cản trở việc cấy ghép nội tạng của thai nhi. Thận của thai nhi đã chứng minh cả sự tăng trưởng và chức năng khi sống trong chuột.

## Hiến tạng ở Việt Nam
Điều kiện hiến mô, hiến tạng và hiến xác tại Việt Nam 					:
- Người từ đủ mười tám tuổi trở lên, có năng lực hành vi dân sự đầy đủ có quyền hiến mô, bộ phận cơ thể của mình khi còn sống, sau khi chết và hiến xác.
- Ngoài ra, hiến tinh trùng, noãn, phôi trong thụ tinh nhân tạo phải đảm bảo điều kiện: Nam từ đủ hai mươi tuổi trở lên, nữ từ đủ mười tám tuổi trở lên, có năng lực hành vi dân sự đầy đủ có quyền hiến, nhận tinh trùng, noãn, phôi trong thụ tinh nhân tạo theo quy định của pháp luật.

#### Địa điểm đăng ký
- Tại Hà Nội: Trung tâm điều phối quốc gia về ghép Bộ phận cơ thể người trực thuộc Bộ Y tế được đặt tại Bệnh viện Việt Đức (số 40 Tràng Thi, Hà Nội)
- Tại TP.HCM: Đơn vị Điều phối ghép các bộ phận cơ thể người] tại Bệnh viện Chợ Rẫy (số 201B đường Nguyễn Chí Thanh, TPHCM)